# دویچس اشتادیون
دویْچِس اِشْتادیون(به معنای:وَرزِشْگاه آلمان ) ورزشگاهی یادبودی بود که آلبرت اشپر برای محل رژه‌های حزب ناسیونال سوسیالیست کارگران آلمان در شهر نورنبرگ طراحی کرده بود، قرار بود تا ۱۹۴۳ بازگشاهی شود ولی به دلیل آغاز جنگ جهانی دوم هرگز به پایان نرسید و رها شد تا پس از جنگ ادامه ساخت آن پیگیری گردد که با شکست آلمان برای همیشه متوقف شد.

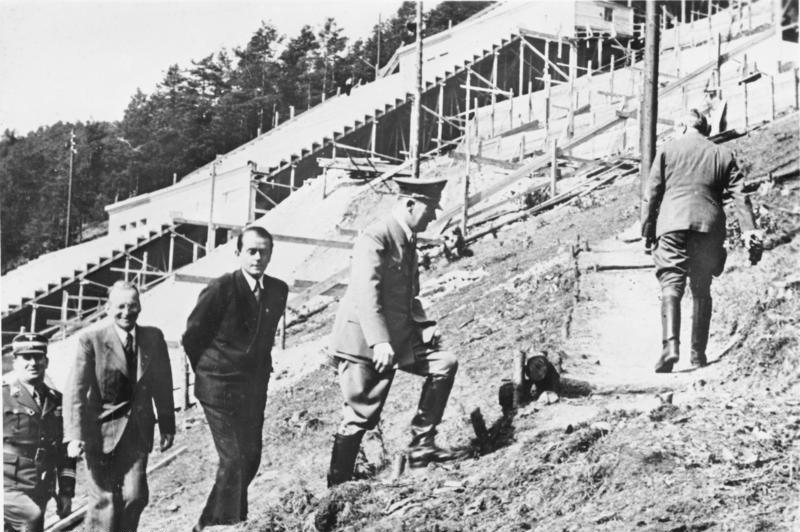
آدولف هیتلر و آلبرت اشپر در حال بازدید از محل ساخت